# Cantone di Le Puy-en-Velay-1
Il Cantone di Le Puy-en-Velay-1 è una divisione amministrativa dell'Arrondissement di Le Puy-en-Velay.
È stato costituito a seguito della riforma approvata con decreto del 17 febbraio 2014, che ha avuto attuazione dopo le elezioni dipartimentali del 2015, ridefinendo il precedente cantone soppresso di Le Puy-en-Velay-Ouest.

## Composizione
Comprende parte della città di Le Puy-en-Velay e 3 comuni:
- Ceyssac
- Espaly-Saint-Marcel
- Vals-près-le-Puy